# Olympische Sommerspiele 2020/Teilnehmer (Tuvalu)
| Gelbes Symbol für Goldmedaillen mit stilisierten Olympischen Ringen | Graues Symbol für Silbermedaillen mit stilisierten Olympischen Ringen | Braundes Symbol für Bronzemedaillen mit stilisierten Olympischen Ringen |
| ------------------------------------------------------------------- | --------------------------------------------------------------------- | ----------------------------------------------------------------------- |
| —                                                                   | —                                                                     | —                                                                       |

Tuvalu nahm an den Olympischen Spielen 2020 in Tokio teil. Es war die insgesamt vierte Teilnahme an Olympischen Sommerspielen. Das Tuvalu Association of Sports and National Olympic Committee nominierte zwei Athleten in einer Sportart.

## Teilnehmer nach Sportarten

### Leichtathletik
Laufen und Gehen
| Athleten       | Wettbewerb | Vorlauf | Vorlauf | Runde 1       | Runde 1       | Halbfinale    | Halbfinale    | Finale        | Finale        | Rang |
| Athleten       | Wettbewerb | Zeit    | Rang    | Zeit          | Rang          | Zeit          | Rang          | Zeit          | Rang          | Rang |
| -------------- | ---------- | ------- | ------- | ------------- | ------------- | ------------- | ------------- | ------------- | ------------- | ---- |
| Frauen         |            |         |         |               |               |               |               |               |               |      |
| Matie Stanley  | 100 m      | 14,52 s | 26      | ausgeschieden | ausgeschieden | ausgeschieden | ausgeschieden | ausgeschieden | ausgeschieden | 70   |
| Männer         |            |         |         |               |               |               |               |               |               |      |
| Karalo Maibuca | 100 m      | 11,42 s | 26      | ausgeschieden | ausgeschieden | ausgeschieden | ausgeschieden | ausgeschieden | ausgeschieden | 75   |